# Médecin légiste

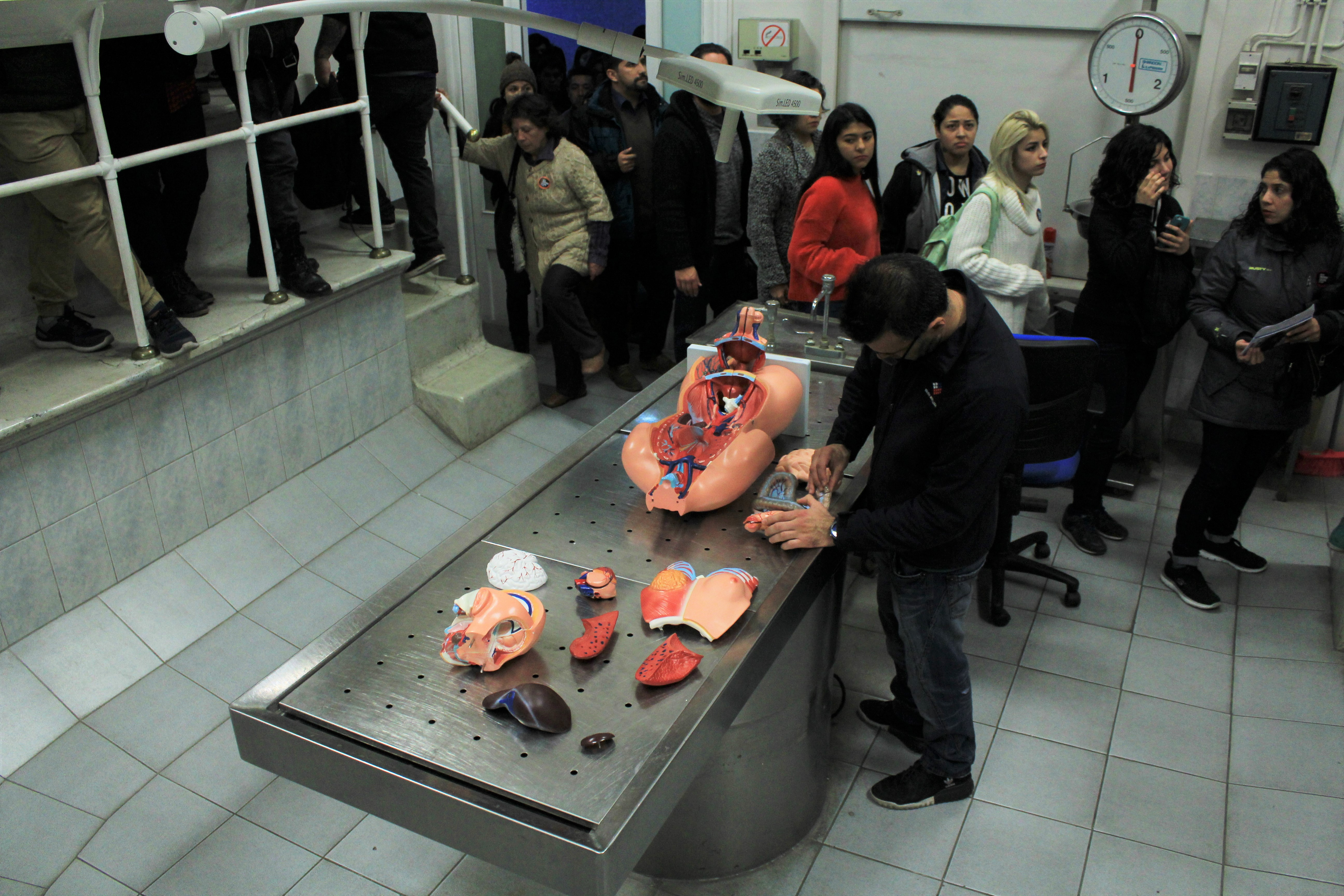
Salle d'autopsie (2018).

Le médecin légiste est le médecin qui pratique la médecine légale.

## Histoire
Chez les Romains, il existe une « médecine de forum » qui s'occupe de la levée du corps sur le domaine public et doit  expliquer les causes de sa mort.
La première mention du terme de coroner (médecin légiste) remonte à la fin de la conquête normande de l'Angleterre en 1066. Cette pratique en Angleterre est décrite à l'article 20 d'Articles of Eyre de septembre 1194 (en latin : custos placitorum coronas). Ce rôle est dévolu à l'officier judiciaire du Comté agissant au nom de la Couronne.
En France, il y a une alliance de plus en plus forte entre l'institution judiciaire et l'institution médicale depuis le XVIe siècle (développement d'expertises, de rapports, de verbaux). Au début du XVIIe siècle, Henri IV crée le premier corps de médecins experts. L'ordonnance criminelle de 1670 instaure le rôle du chirurgien légiste. La théorisation du concept de « médecine légale » est un article posthume de Jean Lafosse (1742-1775), médecin de Montpellier, article qui paraît dans le Supplément à l'Encyclopédie en 1777.
En Italie, Paolo Zacchias est considéré comme le fondateur de la médecine légale moderne. Il écrit entre 1621 et 1635 un traité : les Quaestiones medico-legales.

## Formation
Le médecin légiste est issu d'une formation de médecin complétée par des connaissances juridiques.
L'ensemble des médecins est concerné par les lois, les directives, les conventions et surtout le code de déontologie de leur profession qui s'appliquent à leur champ d'activité.
La justice fait régulièrement appel aux professionnels médicaux pour des expertises et inversement les médecins sollicitent la justice pour obtenir son concours dans la prise en charge des malades.

## Interventions
Le médecin légiste peut agir avec ou sans réquisitions judiciaires (émanant d'un représentant du Procureur de la République ou d'un officier ministériel). Lorsqu'il agit sans, il peut effectuer de simples constats. Il s'agit généralement de traces de violences subies par le consultant (y compris sexuelles), traces qui peuvent être corporelles ou psychologiques. Les éléments ainsi constatés peuvent constituer des commencements de preuves.
Lorsqu'il agit sur réquisitions judiciaires, délimitant précisément la mission du médecin, il est amené à donner son avis d'expert sur ce qu'il constate. C'est dans ce cadre qu'il est amené à faire des autopsies (pour donner ses conclusions sur les causes probables de la mort dans les cas de morts suspectes), à constater des traces corporelles particulièrement graves.